# Ottón Solís
Ottón Solís Fallas (San Isidro de El General, Pérez Zeledón, 31 de mayo de 1954) es un político y economista costarricense.
Líder del Partido Acción Ciudadana, agrupación política de centroizquierda. Fue candidato presidencial de dicho partido en las elecciones presidenciales de Costa Rica de 2002, del 2006 y del 2010. Electo diputado en el primer lugar por San José por el mismo partido para el periodo 2014-2018. Ejerció brevemente como representante de Costa Rica ante la Banco Centroamericano de Integración Económica y brevemente como representante en la OCDE para Costa Rica.

## Vida y formación académica
Solís Fallas nació en San Isidro de El General, el cantón de Pérez Zeledón, el 31 de mayo de 1954. Se graduó como economista en 1976 en la Universidad de Costa Rica, y obtuvo una maestría en economía en la Universidad de Mánchester en 1978. Tiene una hija, Jane, en Inglaterra. Está casado con Shirley Sánchez Mora y es padre de Victoria, Elena e Isabel.

## Carrera política

### Inicio de su carrera política en elPartido Liberación Nacional
Solís inició su trayectoria política en el Partido Liberación Nacional (PLN). Fue ministro de Planificación Nacional y Política Económica durante la administración Arias Sánchez entre 1986 y 1988, puesto al que renunció por diferencias con el Poder Ejecutivo (se requiere cita). En ese mismo periodo también fue miembro de la Junta Directiva del Banco Central de Costa Rica y de la Junta Directiva del Centro para la Promoción de las Exportaciones e Inversiones (CENPRO). 
Fue diputado del PLN entre 1994 y 1998, pero sus desacuerdos con esa agrupación lo llevaron a abandonarla y a formar un nuevo partido.

### Fundación del Partido Acción Ciudadana (PAC)
Solís es uno de los fundadores, en el año 2000 del Partido Acción Ciudadana (PAC), que ocupó el tercer lugar en las elecciones presidenciales del 2002. En las elecciones presidenciales del 2006 el PAC logró cerca de un 41%, aproximadamente un 1% menos que el ganador, Óscar Arias Sánchez. El PAC obtuvo 17 de los 57 diputados de la República, convirtiéndose en la segunda fuerza política, desplazando al Partido Unidad Social Cristiana. En junio de 2008 el número de diputados del PAC se redujo a 16, dado que una de sus diputadas, Andrea Morales, abandonó la agrupación política. Morales indicó a la prensa que en el PAC había poco espacio para la disidencia, lo cual la motivó a abandonar las filas del PAC.
Ottón Solís se impuso en las primarias del Partido Acción Ciudadana del 31 de mayo del 2009, obteniendo más del 70% de los votos sobre sus rivales en la Convención; la exdiputada y economista Epsy Campbell Barr y el empresario y bioquímico Román Macaya. En las elecciones presidenciales de Costa Rica de 2010 el PAC, si bien fue el segundo partido con más votos, vio caer el apoyo popular de manera notable. En 2010 el PAC recibió apenas el 25.06% de los votos, una aguda caída con respecto al apoyo obtenido en la previa elección. Solís anunció el 8 de febrero su retiro definitivo de la política, y afirmó que lo hacía para crear espacios para nuevos dirigentes. En unaentrevista que concedió al diario costarricense La Nación el 4 de mayo de 2011, Solís reiteró que no tratará de obtener la candidatura presidencial del PAC. Según expresó en la entrevista, esa decisión refleja el hecho de que el PAC se ha renovado.
El 26 de septiembre de 2013 confirmó que sería candidato a diputado por el PAC.

## Posiciones políticas

### Oposición altratado de libre comercioconEstados Unidos(DR-CAFTA)
Solís fue uno de los líderes políticos opuestos al tratado de libre comercio con Estados Unidos (DR-CAFTA). El TLC fue finalmente aprobado mediante referendo en octubre de 2007 por escaso margen: 51.61 % de los votantes lo apoyaron, mientras que el 48.39% lo rechazaron.

### Críticas al neoliberalismo e ideología del PAC
Solís afirma que su partido- el PAC-no sigue ninguna ideología. En una entrevista declaró que "Nosotros no nos hemos preocupado por tener una ideología del PAC. Hay propuestas que podrían considerarse centro derecha como la eficiencia del Estado, la disciplina fiscal monetaria, el convencimiento de que el trabajo es lo que saca a la gente de la pobreza. Pero por otra parte hay otros pensamientos que podrían considerarse socialistas, como nuestra convicción de que en salud, educación, crédito, electricidad, telecomunicaciones, cultura, tecnología, deporte, no deben ser las fuerzas del mercado las que asignen el acceso, sino los criterios de universalidad. ¿Cómo se le puede llamar a eso? No lo sé, pero si Dios le dice tiene que decir alguna cosa yo diría, que nuestra ideología es los derechos humanos y la acción ciudadana." En la misma entrevista Solís expresó su rechazo de la socialdemocracia, que en su opinión está íntimamente ligada a la corrupción en América Latina y al neoliberalismo. 
Solís critica fuertemente las políticas neoliberales en América Latina, asociadas con el Consenso de Washington. En su opinión esas políticas no son la ruta correcta para América Latina.

## Cargos públicos
Ottón Solís ha ocupado un número importante de cargos públicos. Fue ministro de Planificación Nacional y Política Económica durante la primera administración de Óscar Arias Sánchez (1986-88); miembro de la Junta Directiva del Banco Central de Costa Rica (1986-1988) y miembro de la Junta Directiva del Centro para la Promoción de las Exportaciones e Inversiones (CEMPRO) 1986-88). 
Solís fue elegido diputado del Partido Liberación Nacional. Ocupó la posición diputado en la Asamblea Legislativa durante el cuatrienio 1994-98). En el ejercicio de ese cargo, integró un número importante de comisiones. Por ejemplo, presidió la Comisión de Asuntos Económicos Asamblea Legislativa (1994-1995). Además ha sido candidato presidencial por el Partido Acción Ciudadana en el año 2002 quedando de tercer lugar superado por Abel Pacheco del Partido Unidad Social Cristiana y por Rolando Araya Monge del Partido Liberación Nacional, 2006 ocupando el segundo lugar ya que Óscar Arias Sánchez del Partido Liberación Nacional lo venció con 664.000 votos y 2010 superado por Laura Chinchilla del Partido Liberación Nacional.
El 8 de mayo de 2018 entró en funciones de su cargo en Representación ante el Banco Centroamericano de Integración Económica (BCIE) designado por el presidente Carlos Alvarado Quesada. En junio de 2021 asumió como representante ante la Organización para la Cooperación y el Desarrollo Económicos lo que causó molestia entre la oposición.

## Actividad académica y publicaciones
Ottón Solís es profesor emérito de la Universidad de Florida. Actualmente enseña en la Universidad de Notre Dame, en Indiana, EE. UU. Solís es autor de diversos libros y artículos en la prensa académica. Entre otros ha publicado:
- PAE-Crisis, (Editorial UNED, San José, 1991)
- Ética y Democracia, Editorial Juricentro, San José CR, 2002; Ética, Política y Desarrollo, Partido Acción Ciudadana, San José CR, 2000 *Unorganized Money Markets and Unproductive Assets in the New Structuralist Critique of Financial Liberalization, (with P. Dorian Owen) Journal of Development Economics, n.º 31, 1989.

| Precedido por: Primer titular | Candidato presidencial del Partido Acción Ciudadana 2002, 2006 y 2010 | Sucedido por: Luis Guillermo Solís 2014 |

| Precedido por: Daniel Aguilar González 1990-1994 | Diputado de la Asamblea Legislativa de Costa Rica (8º puesto por San José) 1994-1998 | Sucedido por: Jorge Eduardo Sánchez Sibaja 1998-2002 |

| Precedido por: Antonio Calderón Castro 2011-2014 | Diputado de la Asamblea Legislativa de Costa Rica (1º puesto por San José) 2014-2018 | Sucedido por: Carlos Benavides Jiménez 2018-2022 |